# Histoire de Melbourne
L'histoire de Melbourne détaille le développement de cette cité depuis le début de la colonisation jusqu'à son épanouissement en un centre commercial et financier moderne, seconde plus grande cité de l'Australie.

## Époque pré-européenne

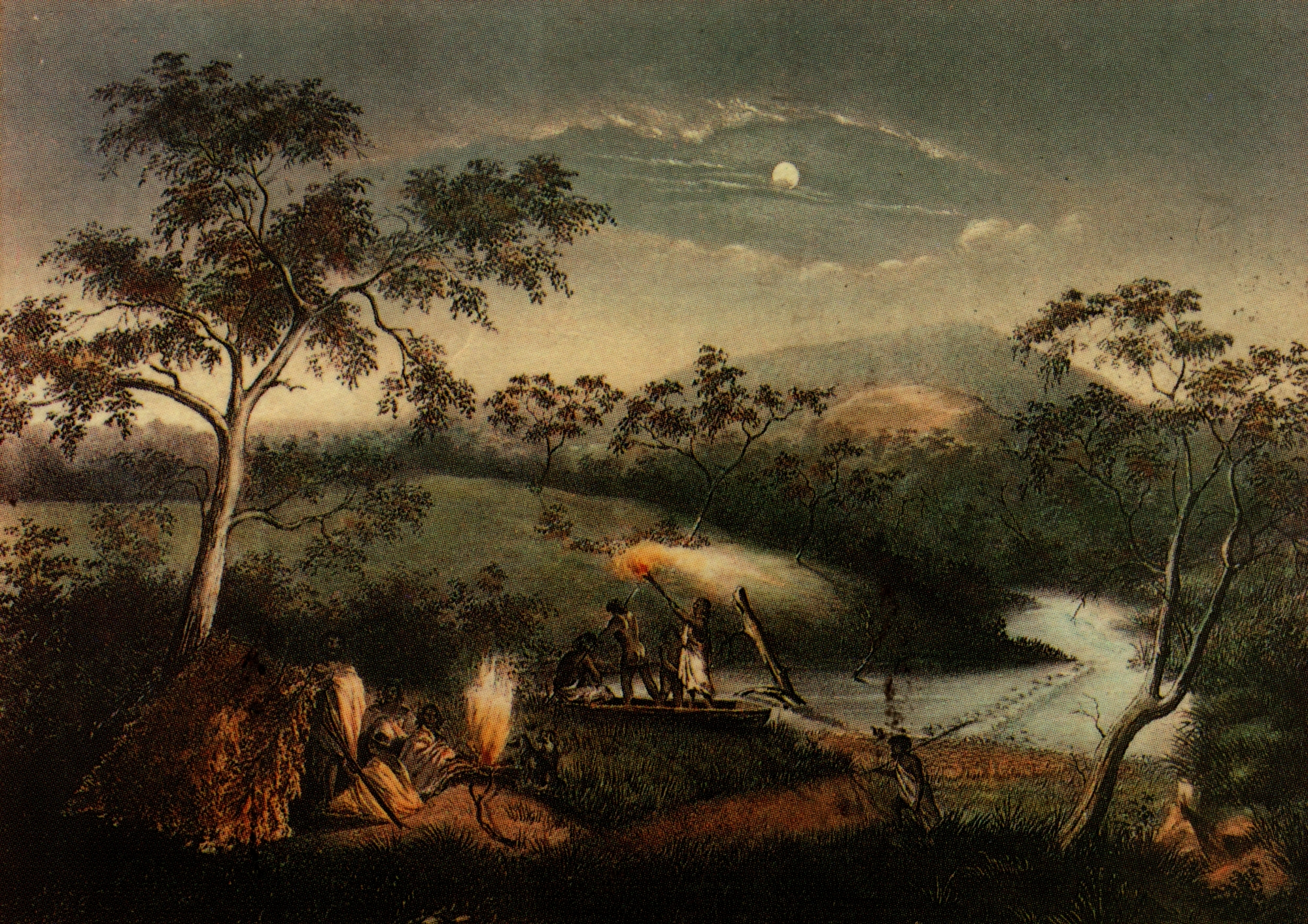
Aborigènes sur le ruisseau Merri par Charles Troedel.

La région comprenant Port Phillip et la vallée du fleuve Yarra, où est située aujourd'hui Melbourne, était la patrie de la nation Kulin, une communauté de plusieurs groupes linguistiques d'Aborigènes australiens, dont les ancêtres avaient vécu dans la zone depuis plus de 40 000 ans. Les Kulin vivaient aisément de la pêche, de la chasse et de la cueillette, Port Phillip et ses prairies environnantes offrant des ressources alimentaires abondantes.
Beaucoup des Aborigènes qui vivent maintenant à Melbourne descendent de nations aborigènes originaires d'autres parties du Victoria, mais il y a toujours des personnes qui s'identifient comme des Wurundjeri ou des Boon warung, descendants des nations originaires de la région de Melbourne. Alors qu'il y a peu de signes manifestes de la présence aborigène dans la région de Melbourne, il y a une abondance de lieux à signification culturelle ou religieuse,.

## Exploration européenne et fondation de Melbourne

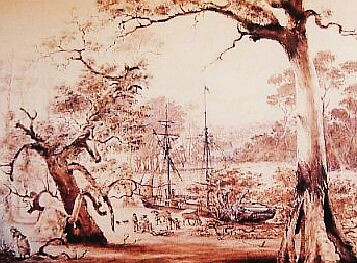
L' Enterprize, la goélette de John Pascoe Fawkner atterrissant à Melbourne.

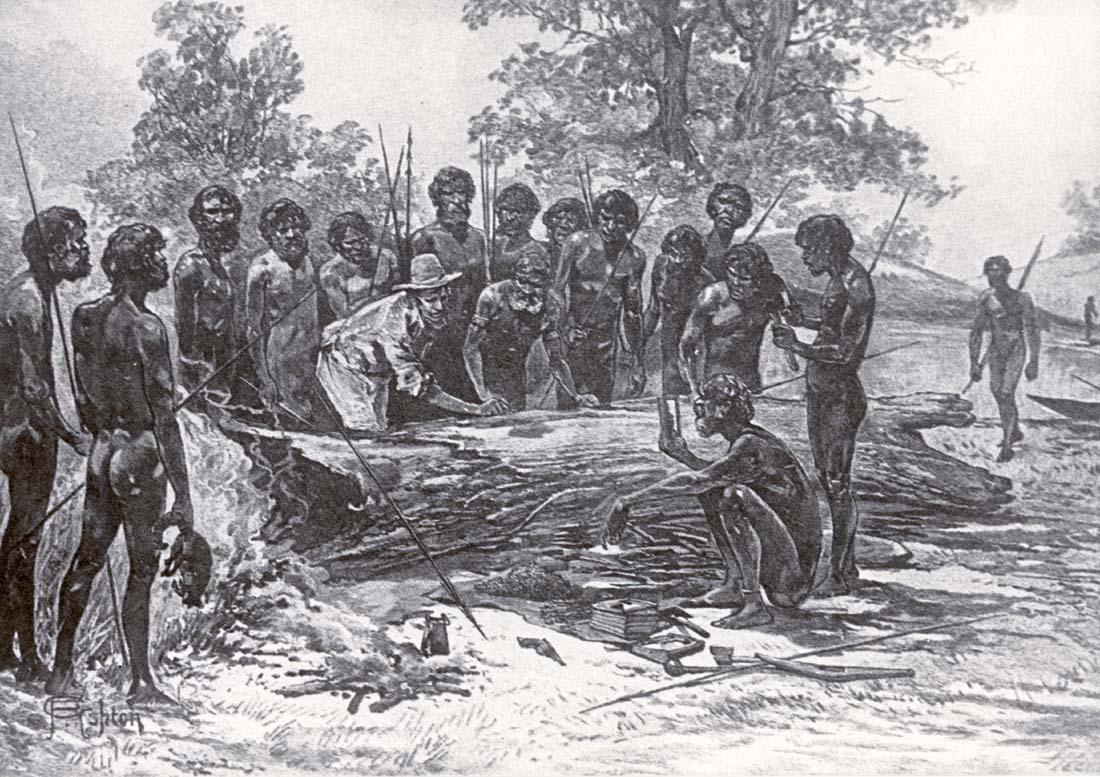
Impression d'artiste sur la signature du traité de Batman dans les années 1880.

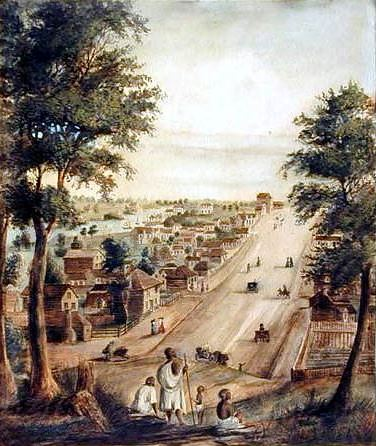
Collins Street, Melbourne, en 1839. Aquarelle de W. Knight.

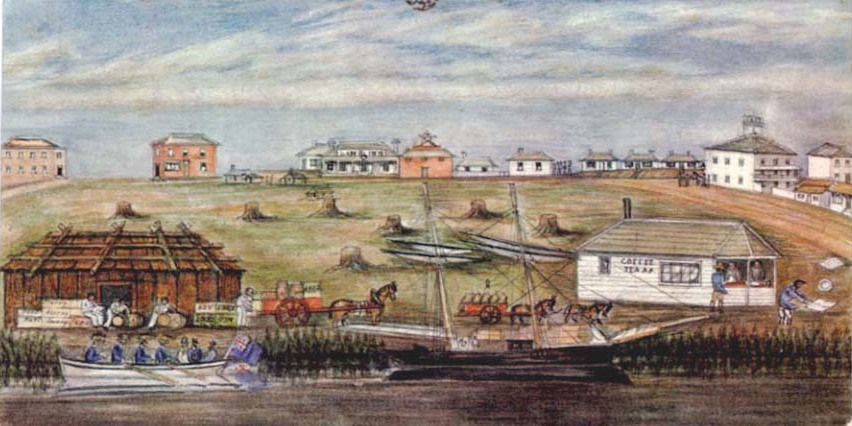
Débarquement à Melbourne en 1840, aquarelle de W. Liardet (1840).

En 1797, alors qu'il faisait route vers l'ouest pour atteindre la baie de Western Port, George Bass fut le premier Européen à traverser ce qui allait s'appeler le détroit de Bass, qui sépare le continent australien de la Tasmanie. En 1802, l'explorateur australien John Murray, à bord du brick Lady Nelson, entra dans la baie de Port Phillip, suivi peu de temps après par Matthew Flinders. En 1803, Charles Grimes trouva l'embouchure du fleuve Yarra, et marcha jusqu'à Keilor. Un peu plus tard en 1803, le gouverneur britannique de Nouvelle-Galles du Sud, Philip Gidley King, qui craignait l'occupation par les Français de la zone du détroit de Bass, envoya le colonel David Collins avec un détachement de 300 bagnards établir une colonie à Port Phillip. Collins arriva sur le site de Sorrento, sur la péninsule de Mornington, en octobre 1803, mais le manque d'eau douce l'obligea à renoncer. En mai 1804, il transféra la colonie en Tasmanie, et devint ainsi le fondateur de la ville d'Hobart. Parmi les forçats de Sorrento, il y avait un garçon nommé John Pascoe Fawkner, qui allait revenir coloniser la région de Melbourne.
Les côtes nord du détroit de Bass furent ensuite abandonnées pendant vingt années aux chasseurs de baleines et de phoques. En 1824, Hamilton Hume et William Hovell, voyageant par voie de terre depuis la Nouvelle-Galles du Sud, ne réussirent pas à trouver Western Port, leur destination, mais atteignirent à la place la baie de Corio, où ils trouvèrent de bons pâturages. Mais il fallut dix années supplémentaires pour qu'Edward Henty, un éleveur de Tasmanie, établît en 1834 un élevage de moutons illicite sur des terres de la Couronne, dans ce qui est maintenant l'ouest du Victoria. 
John Batman, un fermier qui avait réussi dans le nord de la Tasmanie, désirait aussi davantage de pâturage. En avril 1835, il traversa le détroit, se rendit à Port Phillip jusqu'à l'embouchure du Yarra. Il explora une vaste zone, où se trouvent maintenant les banlieues nord de Melbourne. Le 6 juin 1835, en tant que membre d'un groupement d'hommes d'affaires, connu sous le nom de Port Phillip Association, il signa avec les Aborigènes locaux le traité de Batman, dans lequel il se proposait d'acheter 2 000 km2 de terre autour de Melbourne et 400 autres km2 autour de Geelong, près de la baie de Corio au sud-ouest. Le 8 juin 1835, il écrivit dans son journal : « Ainsi le navire a remonté la grande rivière... et... je suis heureux de déclarer qu'à environ dix kilomètres, j'ai trouvé de la bonne eau et très profonde. Ce sera l'emplacement d'un village ». Cette dernière phrase devint plus tard célèbre, considérée comme la déclaration de la fondation de Melbourne.
Batman retourna à Launceston et commença à échafauder des plans pour monter une expédition destinée à établir une colonie sur le Yarra. Mais John Pascoe Fawkner, qui était devenu un homme d'affaires à Launceston, eut la même idée. Il acheta un navire, la goélette Enterprize, qui appareilla le 4 août, avec un groupe de colons volontaires. Quand le groupe de Batman atteignit le Yarra le 2 septembre, ils furent consternés et furieux de découvrir les gens de Fawkner déjà en place. Les deux groupes décidèrent qu'il y avait suffisamment de terres pour tous, et quand Fawkner arriva le 16 octobre avec un autre groupe de colons, il fut d'accord pour diviser le terrain en parcelles et non pas de se disputer pour savoir qui était arrivé le premier. Batman et Fawkner s'installèrent tous deux dans la ville nouvelle, qui eut plusieurs noms provisoires, comme Batmania, Bearbrass, Bareport, Bareheep, Barehurp et Bareberp (en juin 1835), avant d'être officiellement baptisée Melbourne en l'honneur du Premier Ministre britannique Lord Melbourne, en mars 1837.

## Début de la colonisation
Melbourne vit le jour sous la forme d'un rassemblement de tentes et de huttes sur les bords du Yarra, mais en l'espace de dix ans, à cause de son importance comme centre de l'économie pastorale et de la spéculation foncière, de nombreux bâtiments publics et financiers furent construits en pierre ou  brique. À partir de septembre 1836, Melbourne devint le centre administratif du district de Port Phillip, qui faisait alors partie de la Nouvelle-Galles du Sud. Le gouvernement fut tout d'abord représenté par un magistrat de police, William Lonsdale, puis, à partir d'octobre 1839, par un commissaire, Charles La Trobe, un homme doué, intéressé par les sciences et les arts, qui s'investit beaucoup pour faire de Melbourne une véritable cité. Sa contribution la plus durable fut de réserver de vastes espaces pour en faire des parcs publics ; aujourd'hui, on dénombre les Treasury Gardens, les Carlton Gardens, les Flagstaff Gardens, le Parc royal et les jardins botaniques. Un autre personnage important de cette époque fut Robert Hoddle, qui conçut le plan rectangulaire, d'après lequel la ville fut bâtie, et que suivent encore les rues du quartier central des affaires. Lors de la constitution de la ville de Melbourne, cette zone fut divisée en quatre circonscriptions : Bourke, Gipps, La Trobe et Lonsdale. 
En 1851, la population blanche de l'ensemble du district de Port Phillip ne comptait guère plus de 77 000 personnes, bien que cette région fût devenue un centre de l'exportation de la laine australienne, et seulement 23 000 d'entre elles vivaient à Melbourne. Jusqu'au boom de la construction qui suivit les ruées vers l'or, une grande partie de Melbourne était construite en bois, et presque rien de cette période n'a survécu. Deux exceptions demeurent cependant : la cathédrale St James, bâtie en 1839 au coin de Collins street et de William street, et déplacée en 1913-1914 au coin de King street et de Batman street, en face des Flagstaff Gardens, et l'église catholique St Francis, bâtie en 1841 dans Elizabeth street. Le développement des banlieues avait déjà commencé, avec la construction de coûteuses villas en bord de mer à St Kilda, et avec le développement d'un port à Williamstown. En 1848, Melbourne fut dotée d'un évêque anglican.
En juillet 1851, l'agitation des colons de Port Phillip porta ses fruits, le Victoria devint une colonie séparée, et La Trobe en fut son premier lieutenant-gouverneur. Quelques mois plus tard, de l'or fut découvert en plusieurs endroits de la colonie, plus particulièrement à Ballarat et à Bendigo. La ruée qui en résulta transforma radicalement le Victoria, et Melbourne en particulier.
L'arrivée d'Européens dans cette région introduisit des maladies nouvelles, qui frappèrent durement les populations aborigènes locales, dont le déclin fut précipité par de mauvais traitements, l'alcool et les maladies vénériennes. Il y eut également des conflits de frontières, comme la bataille de Yering en 1840,. En 1859, Simon Wonga s'activa pour réclamer des terres pour la population Kulin, afin qu'ils pussent s'établir, mais ses demandes restèrent vaines jusqu'en 1863, lorsque les membres survivants des Wurundjeri et d'autres locuteurs Woiwurrung furent « autorisés à occuper » la ferme de Coranderrk, près d'Healesville, et qu'ils y furent installés par la force.

## La ville de la ruée vers l'or

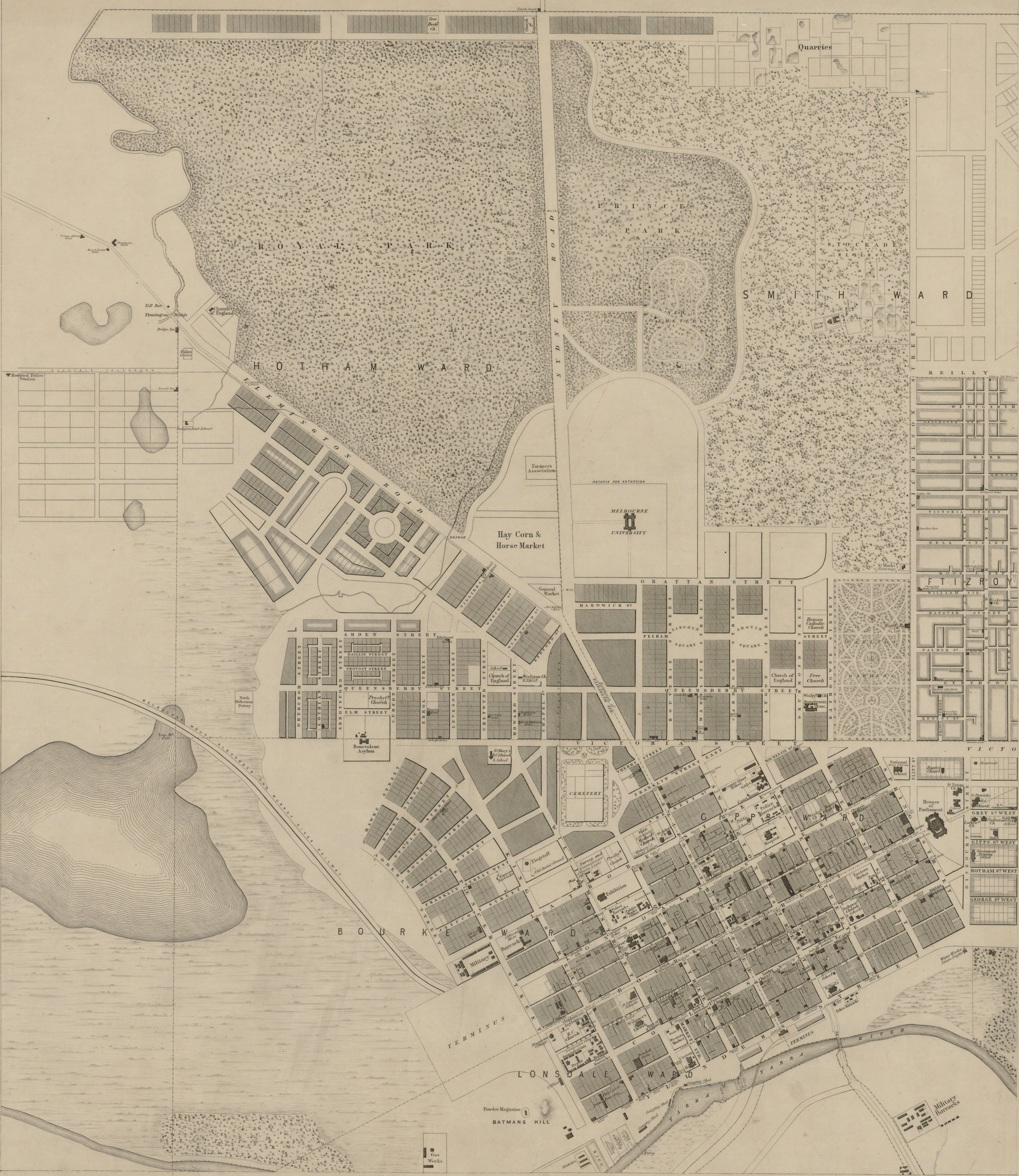
Carte de Melbourne, 1855.

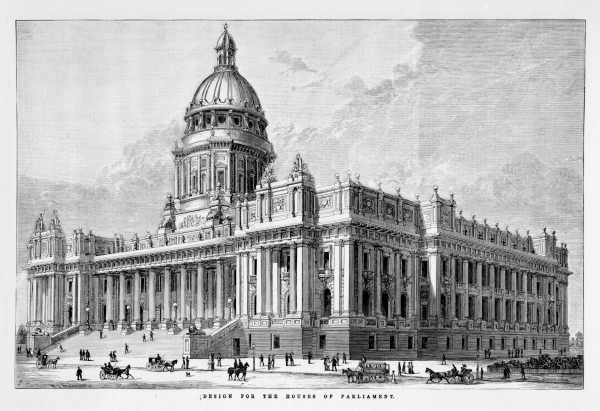
Lithographie des plans originaux du Parliament House de Melbourne.

La découverte d'or provoqua un immense afflux de personnes au Victoria, la plupart d'entre elles arrivant par la mer à Melbourne. La population de la ville doubla en un an. En 1852, 75 000 personnes nouvelles arrivèrent dans la colonie, ce qui, combiné avec un très fort taux de natalité, provoqua une croissance très rapide de la population, ainsi qu'une expropriation tout aussi rapide des populations aborigènes dans les zones de l'intérieur, qui n'avaient pas encore été défrichées pour l'élevage du mouton. La population du Victoria atteignit 400 000 personnes en 1857 et 500 000 en 1860. Lorsque l'or se fit plus rare, beaucoup de ces personnes échouèrent à Melbourne ou grossirent le nombre des chômeurs dans les villes autour de Ballarat et de Bendigo. Ceci créa un énorme malaise social, rendant indispensable l'ouverture des terres dans la campagne victorienne à de petits fermiers. En 1857, une « Convention de la terre » se tint à Melbourne. Plus tard, un gouvernement provisoire fut formé par des mineurs avides de terres, qui demanda une réforme agraire.
Ceci accéléra la croissance, et l'immense richesse des champs aurifères alimenta un boom qui dura quarante ans, une époque connue sous le nom du « merveilleux Melbourne ». La cité s'étendit à l'est et au nord sur les plats herbages environnants, et au sud le long du rivage de Port Phillip. De nouvelles banlieues aisées, comme South Yarra, Toorak, Kew et Malvern, grandirent, tandis que les classes ouvrières s'installaient à Richmond, Collingwood et Fitzroy. L'afflux de chercheurs d'or instruits venant d'Angleterre entraîna une multiplication rapide des écoles, des églises, des sociétés savantes, des bibliothèques et des galeries d'art. Le premier train d'Australie fut construit à Melbourne en 1854. L'Université de Melbourne fut fondée en 1855 et la Bibliothèque d'État du Victoria en 1856. La première pierre de la cathédrale St Patrick  fut posée en 1858, et celle de la cathédrale Saint Paul en 1880. L'institut philosophique du Victoria reçut une charte royale en 1859, et devint la Société royale du Victoria. En 1860, cette société monta la seule tentative d'exploration de l'intérieur du Victoria, l'expédition de Burke et Wills.  
Le conseil municipal de Melbourne fut mis en place en 1847, et les banlieues gagnèrent elles aussi, l'une après l'autre, le statut de ville, avec leur maire et leur conseil municipal. En 1851, le Conseil législatif élu, dominé par les éleveurs, s'opposa à la notion de suffrage universel et au rôle de l'Assemblée législative. En décembre 1854, le mécontentement lié au système de licence des champs aurifères provoqua l'insurrection de l'Eureka Stockade, une des deux seules rébellions armées qu'ait connues l'histoire australienne, l'autre étant la rébellion des forçats de Castle Hill en 1804.
En novembre 1856, le Victoria reçut une Constitution, et l'année suivante, un gouvernement responsable avec un Parlement à deux chambres. Pour Melbourne, la conséquence majeure fut la construction du magnifique édifice du Parliament House, qui débuta en décembre 1855, et qui s'acheva par étapes entre 1856 et 1929. Le boom, alimenté par l'or et la laine, se poursuivit pendant les années 1860 et 1870. Le Victoria souffrit alors d'un manque crucial de main d'œuvre malgré un afflux constant de migrants, ce qui provoqua une hausse des salaires telle que ceux-ci devinrent les plus élevés au monde. Le Victoria fut connu comme le « paradis du travailleur » pendant ces années-là. Le syndicat des maçons obtint la journée de huit heures en 1856, et il célébra cela en construisant l'énorme Melbourne Trades Hall à Carlton.

## Le merveilleux Melbourne

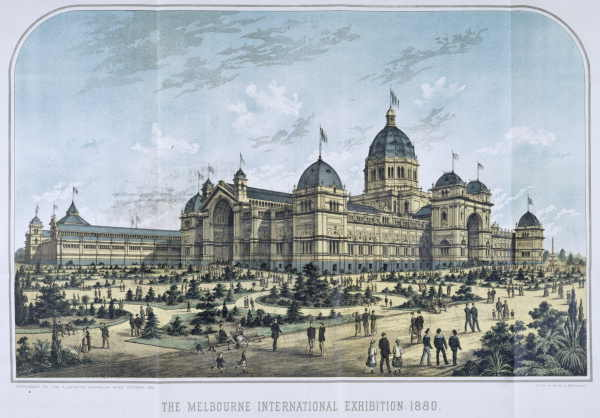
Lithographie du bâtiment, qui abrita l'Exposition universelle de 1880, montrant les ailes arrière qui n'existent plus.

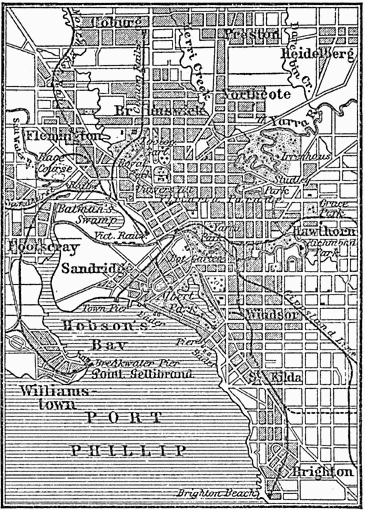
Une carte datant des années 1880, qui montre les banlieues bien organisées de Melbourne.

La population de Melbourne atteignit 280 000 en 1880, et 490 000 en 1890. À l'époque c'était le seconde plus grande cité de l'Empire britannique après Londres. En termes de surface, Melbourne était déjà une des plus grandes cités du monde. Plutôt que de construire des blocs d'appartement densément habités comme dans les cités européennes, Melbourne s'étendit dans toutes les directions selon la caractéristique australienne de l'étalement urbain, les classes moyennes vivant dans des maisons individuelles sur une large surface de terrain, tandis que les classes ouvrières elles-mêmes vivaient dans de petites maisons, raisonnablement confortables, dans les banlieues nord et ouest. Les anciens quartiers comme Fitzroy et Collingwood devinrent des bidonvilles. La plupart de l'industrie lourde nouvelle s'implanta dans les banlieues ouest, tandis que les gens fortunés se faisaient construire de vastes hôtels particuliers le long de la mer ou dans la pittoresque vallée du Yarra. Les nouvelles banlieues étaient desservies par des réseaux de train et de tramway, qui étaient parmi les plus grands et les plus modernes au monde. La fierté de la ville se révéla par la construction de l'énorme Royal Exhibition Building, qui servit à accueillir l'Exposition universelle de Melbourne en 1880.
Dans les années 1880, le long boom s'acheva par une spéculation frénétique et une rapide inflation foncière, connue sous le nom du « boom des terres ». Les gouvernements participèrent à la richesse et investirent dans l'infrastructure urbaine, particulièrement dans les trains. D'immenses fortunes se bâtirent grâce à la spéculation, et la corruption devint notoire chez les hommes d'affaires et les hommes politiques. Des banques anglaises prêtèrent largement aux spéculateurs coloniaux, ajoutant le montant de la dette à ce que le boom avait déjà produit.

## La récession
En 1891, ce qui devait arriver arriva : un krach spectaculaire mit fin brutalement au boom. Les banques et d'autres entreprises firent faillite en grand nombre, des milliers d'actionnaires perdirent leur argent, des dizaines de milliers d'employés perdirent leur emploi. Malgré l'absence de statistiques sûres, on pense qu'il y avait probablement un taux de chômage de 20 % à Melbourne pendant les années 1890.
Melbourne comptait 490 000 habitants en 1890, et ce chiffre ne changea guère au cours des quinze années suivantes, conséquence du krach et de la crise économique qui s'ensuivit. L'immigration se tarit, tandis que l'émigration vers les champs aurifères d'Australie-Occidentale et d'Afrique du Sud augmenta. Le fort taux de natalité du milieu du XIXe siècle chuta brusquement, et la croissance de la cité se poursuivit, mais très lentement. 

## La capitale de l'Australie

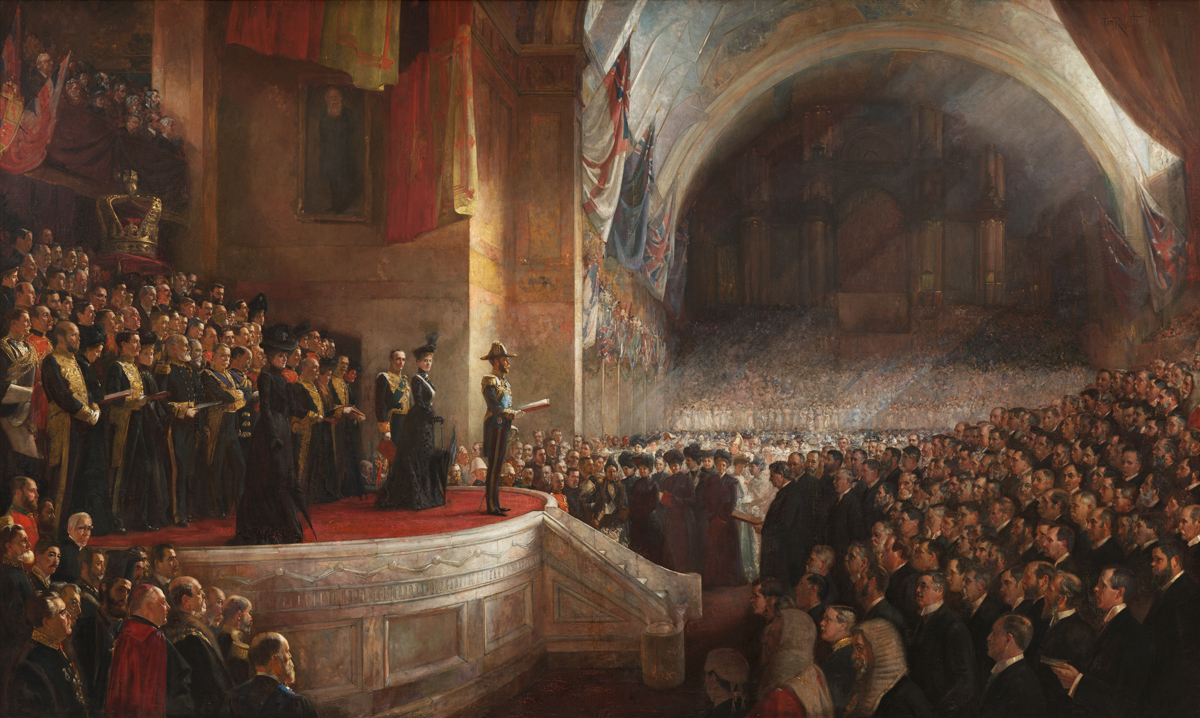
L'ouverture du premier Parlement d'Australie le 9 mai 1901, peint par Tom Roberts.

Melbourne resta suffisamment longtemps la plus grande cité d'Australie pour qu'elle accueillît le siège du gouvernement du Commonwealth d'Australie, lorsque les six colonies se fédérèrent en 1901. La maison du Parlement, située dans Spring street, fut prêtée au Parlement d'Australie, tandis que le Parlement du Victoria s'installa provisoirement dans le Palais royal des expositions.
Le développement de la cité stagna, et en 1905, Sydney avait repris sa place de plus grande cité d'Australie.
La reprise économique ne revint pas avant 1910, et en 1914, la population de Melbourne atteignait  670 000 personnes. Mais le boom ne revint pas, et le niveau des salaires resta bien en dessous de ce qu'il avait été dans les années 1880. En conséquence, la pauvreté urbaine devint une caractéristique de la cité, et les zones de bidonvilles s'agrandirent dans les banlieues industrielles.
À cause des longs retards pris pour établir de façon définitive la capitale à Canberra, Melbourne demeura la capitale de l'Australie jusqu'en 1927. Ceci eut d'importantes conséquences à long terme. Melbourne devint le centre du service public du Commonwealth, des forces armées, du corps diplomatique, minuscule jusqu'à la Première Guerre mondiale, et aussi, dans une large mesure, du système judiciaire. Tout cela renforça la suprématie de l'Université de Melbourne et des écoles élitistes, comme le Scotch College, le Melbourne Grammar School et le Xavier College. Bien que Sydney surpassât graduellement Melbourne comme centre financier, cette dernière conserva sa domination intellectuelle et culturelle. En politique, les Conservateurs étaient aussi centrés sur Melbourne, tels Alfred Deakin, William Irvine, Stanley Bruce, John Latham et Robert Menzies.

## L'entre deux guerres

La gare de Flinders street, à l'intersection de Swanston et de Flinders streets en 1927, quand elle était la gare de voyageurs la plus fréquentée au monde.

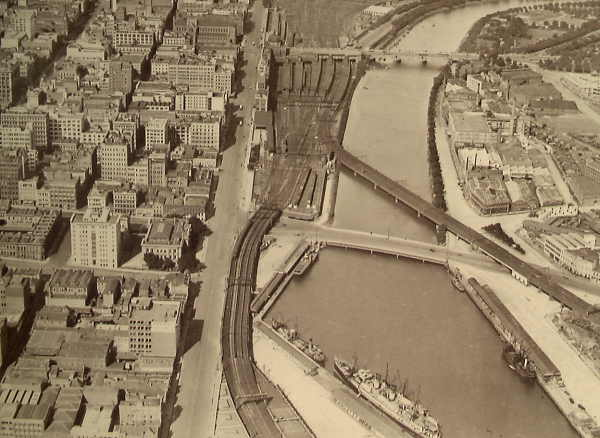
Melbourne et le Yarra en 1928.

L'humeur de Melbourne fut aussi assombrie par les terribles sacrifices de la Première Guerre mondiale, pour laquelle 112 000 Victoriens s'enrôlèrent, et où 16 000 d'entre eux furent tués. Il y eut d'amères divisions politiques durant la guerre, l'archevêque catholique de Melbourne, Daniel Mannix, natif d'Irlande, menant l'opposition à la conscription, pendant que le parti travailliste souffrait d'une scission traumatisante. 4 000 Victoriens moururent de la grippe espagnole, qui suivit la guerre. Il y eut une modeste reprise de la prospérité dans les années 1920, et la population atteignit 1 million de personnes en 1930. Mais en 1929, le krach amena une autre dépression, qui dura jusqu'à la Seconde Guerre mondiale. 
Durant ces années, Melbourne acquit un autre grand monument, le Shrine of Remembrance dans St Kilda Road, construit en grande partie par des travailleurs sans-emploi durant la Dépression. La population stagna de nouveau, et atteignit seulement 1,1 million en 1940. Durant la Seconde Guerre mondiale, bien que Canberra fût officiellement la capitale du pays, la plupart des administrations civiles et militaires étaient centralisées à Melbourne, et l'économie de la cité bénéficia du plein emploi du temps de guerre et de l'afflux du personnel militaire américain, dont le général MacArthur, qui établit son quartier général dans Collins street.
Le crime organisé devint chose commune, avec des bandes se battant dans les rues de Collingwood et des personnages légendaires du milieu comme Squizzy Taylor. Il n'y eut pourtant que peu de réponses politiques adéquates à ces conditions sociales. Même le parti travailliste australien eut bien moins de succès à Melbourne qu'à Sydney et que dans d'autres villes. Les travaillistes ne formèrent pas de gouvernement majoritaire avant 1952.

## L'après guerre

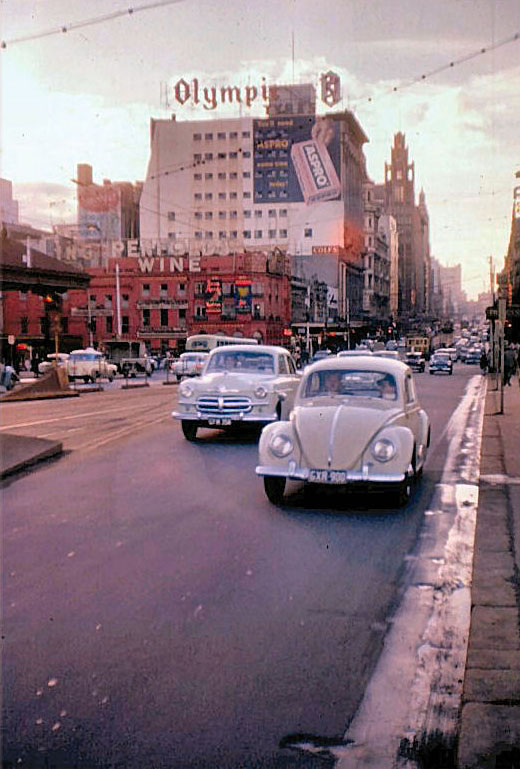
Swanston Street vue depuis Princes Bridge en 1959.

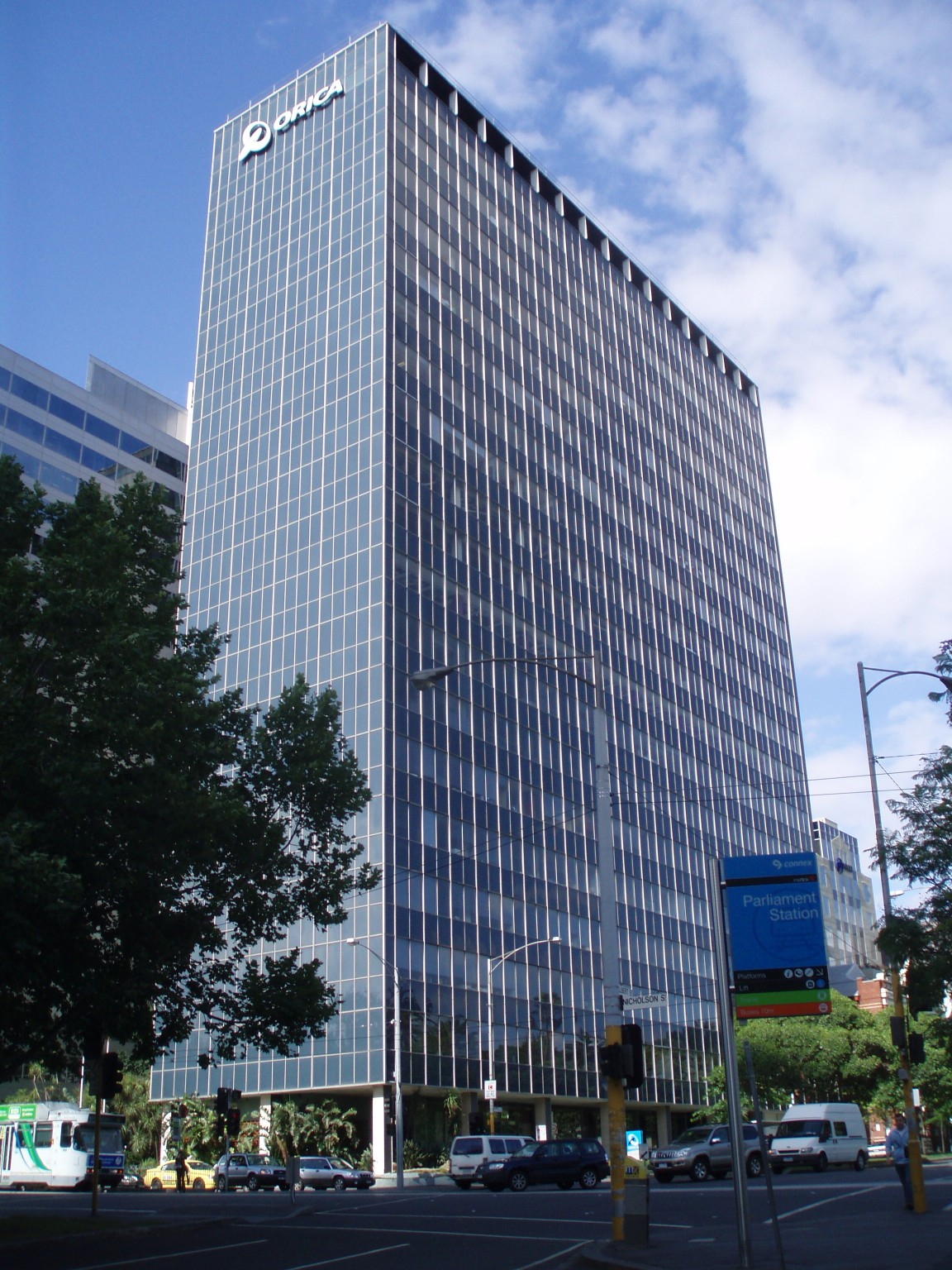
ICI House, commencée en 1955, était un symbole puissant des aspirations modernes des Jeux olympiques d'été de 1956.

Après la Seconde Guerre mondiale, une nouvelle ère de prospérité arriva, alimentée par le prix élevé de la laine du Victoria, l'augmentation des dépenses gouvernementales en faveur du transport et de l'éducation, et stimulée par la reprise de l'immigration. À la différence de l'immigration d'avant-guerre, qui avait été issue en majeure partie des îles britanniques, le nouveau plan d'immigration amena  des Européens, en premier lieu principalement des réfugiés d'Europe centrale et de l'est. Une large proportion de ces immigrants étaient juifs, ce qui fit de Melbourne la ville australienne ayant la plus forte proportion de juifs, avec 1,4 % en 1970, et ce qui demeure toujours le cas. Les origines des migrants furent ensuite l'Italie, la Grèce et les Pays-Bas. Plus tard, dans les années 1960, les migrants vinrent de Yougoslavie, de Turquie et du Liban. Ces arrivées transformèrent rapidement le profil démographique de la cité et beaucoup d'aspects de sa vie. Cette nouvelle croissance imposa de nouvelles dépenses d'infrastructure, comme des routes, des écoles et des hôpitaux, qui avaient été négligés durant les longues décennies de récession et de stagnation s'étendant de 1890 à 1940. Henry Bolte, le Premier Ministre de 1955 à 1972, fut le responsable du développement rapide des infrastructures. Sous son autorité, quelques-uns des vieux bidonvilles du cœur de la cité furent rasés, et ses occupants furent relogés dans des tours appartenant à l'État.
Depuis les années 1970, le rythme du changement à Melbourne s'est fait de plus en plus rapide. La fin de la politique de l'Australie blanche engendra la première immigration asiatique importante à Melbourne depuis les ruées vers l'or, les gens arrivant du Viêt Nam, du Cambodge et de Chine. Pour la première fois, Melbourne accueillit une vaste population musulmane, et sa politique officielle de multiculturalisme encouragea ses minorités ethniques et religieuses à maintenir et à célébrer leurs identités. En même temps, la pratique du christianisme, longtemps prédominante, déclina nettement, conduisant à une laïcisation de la vie publique. Le mécénat d'État provoqua une expansion des festivals, du théâtre, de la musique et des arts plastiques. Le tourisme devint une industrie majeure, amenant encore plus de visages étrangers dans les rues de Melbourne. Deux nouvelles universités s'ouvrirent, l'Université Monash en 1961 et l'Université de La Trobe en 1967, suivies par d'autres dans les années 1980, conservant à Melbourne sa place de leader dans l'enseignement supérieur.
À la fin du XXe siècle, Melbourne comptait 3,8 millions d'habitants. L'étalement urbain avait atteint Werribee au sud-ouest et Healesville dans le nord-est, englobant toute la Péninsule de Mornington et les Monts Dandenong au sud et à l'est. Un programme de construction d'autoroute fut accéléré dans les années 1970 et 1980, alors que l'expansion du rail, trains et tramways, fut négligée. Ces facteurs conduisirent à une croissance rapide du nombre et de l'usage des voitures particulières. En partie à cause de la difficulté croissante à traverser la ville, le quartier central des affaires déclina, et les banlieues satellites, comme Frankston, Dandenong et Ringwood, et plus loin encore, comme Melton, Sunbury et Werribee, devinrent des centres de fabrication, de vente au détail et d'administration. En conséquence, l'emploi industriel dans les anciennes banlieues ouvrières devenues intra-muros déclina, ces quartiers s'embourgeoisant rapidement dans les années 1990 et 2000.

## Le krach financier
Ces tendances, accompagnées d'une récession cyclique et d'une médiocre gouvernance, contribuèrent au krach financier de 1989, qui mena à la vente forcée d'un des symboles les mieux connus du Victoria, la Banque d'État du Victoria, et qui fut suivi par une profonde récession. Comme le tissu économique se rétractait, la croissance de la population de Melbourne se ralentit au début des années 1990, avec une augmentation de l'émigration vers d'autres États, comme le Queensland. La récession contribua également à la chute du gouvernement travailliste de Joan Kirner, et à l'élection du gouvernement radicalement libéral de Jeff Kennett. L'équipe de Kennett restaura les finances du Victoria en effectuant des coupes claires dans les dépenses publiques, fermant de nombreuses écoles, privatisant les tramways et la production d'électricité, et réduisant la taille des services publics. Ces réformes coûtèrent cher socialement, mais, en fin de compte, elles rétablirent la confiance en l'économie de Melbourne, et conduisirent à une reprise de la croissance. En 1999, Kennett perdit son mandat, mais les monuments que son gouvernement commanda, comme le Crown Casino, le Melbourne Exhibition and Convention Centre et le nouveau Musée de Melbourne, restèrent.

## Melbourne aujourd'hui

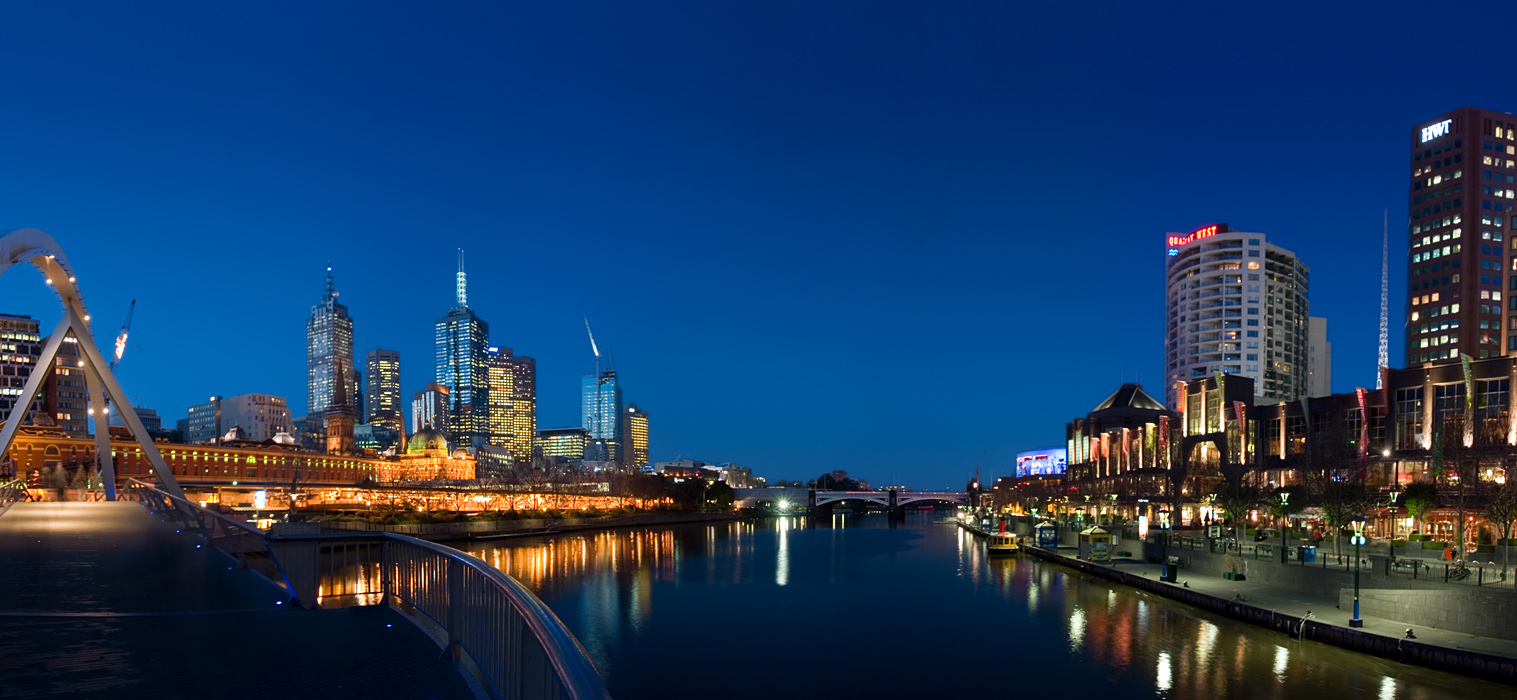
Une vue du Yarra à demi-jour, le quartier central des affaires à gauche et Southbank à droite.

Dans les premières années du XXIe siècle, Melbourne entra dans une nouvelle ère de forte croissance économique et démographique sous le gouvernement travailliste, plus prudent, de Steve Bracks, qui rétablit les dépenses publiques de santé et d'éducation. Comme les banlieues de la cité continuaient à s'étendre, le gouvernement Bracks chercha à en restreindre la croissance en définissant des couloirs autorisés, et en encourageant les habitations à plus haute densité d'habitants dans les centres desservis par les transports. Le quartier central des affaires, au centre-ville, connut un renouveau dans les années 2000, aidé en cela par une nette recrudescence de l'habitation urbaine en appartement, l'ouverture de nouveaux espaces publics, comme le Federation Square et la nouvelle gare Southern Cross, une campagne marketing résolue menée par le conseil municipal et le maire John So, et la poursuite du développement du Southbank et des Docklands.
En 2008, après l'annonce d'une démographie en plein essor à Melbourne, le gouvernement du Victoria a planifié d'étendre les limites de la cité. Il ne semble pas que Melbourne soit gravement affectée par la crise financière de 2007-2009.